# Victoria Ortega
Victoria Luisa Ortega Benito (Palencia, Castilla y León, 1958) es una abogada, jurista y profesora universitaria española.
Desempeñó el cargo de presidenta del Consejo General de la Abogacía Española (CGAE) entre 2016 y 2024, siendo la primera mujer de la historia en el cargo de presidenta de la abogacía española. También fue presidenta de Unión Profesional, vicepresidenta primera del Consejo Europeo de las Profesiones Liberales y vicepresidenta de la Organización Mundial de las Profesiones Liberales hasta julio de 2024. Como presidenta del CGAE también fue consejera del Consejo de Estado y miembro de la Comisión General de Codificación del Ministerio de Justicia.

## Biografía
Es hija de Teófilo Ortega (1931-2020), que fue magistrado de la Sala Primera del Tribunal Supremo y miembro del Consejo General del Poder Judicial.
Nació en Palencia, aunque reside en Cantabria. Miembro del Ilustre Colegio de Abogados de Cantabria, ejerce como abogada desde hace años. Es doctora en Derecho por la Universidad de Valladolid en 1981. Ortega se doctoró en Derecho por la misma universidad, en la que fue profesora colaboradora.
Desde 1992 es profesora titular de Derecho Procesal de la Universidad de Cantabria (UC) donde ha realizado diversas publicaciones y textos monográficos sobre Derecho Procesal y Administrativo.

### Trayectoria profesional
Fue decana del Ilustre Colegio de Abogados de Cantabria entre 2000 y 2008, siendo la primera mujer que accedía al cargo de Decana en los 164 años de su existencia. Entre 2002 y 2008 fue vicepresidenta del Consejo General de la Abogacía Española, en el equipo que encabezaba Carlos Carnicer. Desde febrero de 2011 hasta diciembre de 2015 desempeñó el cargo de secretaria general del CGAE. En las elecciones celebradas en enero de 2016 fue elegida presidenta de Consejo General de la Abogacía Española, con 47 votos de un total de 83 votos emitidos. Fue reelegida por mayoría absoluta en enero de 2020 y cesó en su cargo en julio de 2024.
Ha sido vocal de la Comisión Institucional para la determinación, estudio y propuesta de los elementos esenciales de la nueva Ley de Planta y Demarcación Judicial del Ministerio de Justicia, creada en mayo de 2010.
Fue miembro del equipo que elaboró el informe de la Comisión de Modernización del Lenguaje Jurídico.

#### Consejo General de la Abogacía Española
En enero de 2016, Ortega resultó elegida presidenta del Consejo General de la Abogacía Española, convirtiéndose en la primera mujer en ocupar el cargo. En las votaciones recibió el 56,5 % de los votos. Por detrás quedaron Javier Lara, decano del Colegio de Abogados de Málaga; Marcos Camacho, decano del Colegio de Abogados de Jérez de la Frontera; Pedro Huguet, decano saliente del Colegio de Abogados de Reus y Vanessa González, colegiada del Colegio de Abogados de Barcelona.
En enero de 2020, fue reelegida por mayoría absoluta como presidenta del Consejo General de la Abogacía Española. En las votaciones recibió el 72,5 % de los votos de los decanos de los Colegios de Abogados, frente a los 17 votos (21,25 %) logrados por Javier García Pascual, anterior decano del Colegio de la Abogacía Alavesa, y los 3 votos (3,75 %) obtenidos por Manolo Hernández, decano del Colegio de la Abogacía de Sabadell.
En su calidad de presidenta del Consejo General de la Abogacía Española, Ortega fue también miembro nato del Consejo de Estado y presidenta de la Fundación Abogacía Española.

## Reconocimientos
En 2009, Ortega fue galardonada con la Gran Cruz al Mérito en el Servicio a la Abogacía y la Gran Cruz de San Raimundo de Peñafort, el máximo galardón que otorga el Ministerio de Justicia. Posteriormente, recibió la medalla de honor que otorga la World Jurist Association en 2019. En 2022, el Colegio de la Abogacía de Barcelona (ICAB) le otorgó la medalla de la Corporación durante la sesión solemne de San Raimundo de Peñafort.
En 2024, recibió el Premio Matilde  de la Torre a la Trayectoria Ejemplar en Defensa de la Democracia, la Promoción de la Igualdad y la Justicia Social en Cantabria.